# Gouden kardinaalbaars
De gouden kardinaalbaars (Apogon aureus) is een  straalvinnige vissensoort uit de familie van kardinaalbaarzen (Apogonidae).
De wetenschappelijke naam van de soort is voor het eerst in 1802 gepubliceerd door Bernard Germain de Lacépède.